# Junapadar
Junapadar fou un petit estat tributari protegit, al prant de Gohelwar a la península de Kathiawar, presidència de Bombai. Estava format per un sol poble, Junapadar, amb un únic tributari, amb una població el 1881 de 199 habitants. Els ingressos el 1876 s'estimaven en 55 lliures i pagava un tribut de 4,4 lliures al Gaikwar de Baroda i 16 lliures al nawab de Junagarh. La dinastia governant eren khasia kolis.